# Kostel svatého Josefa (Vlčkovice v Podkrkonoší)
Kostel svatého Josefa je římskokatolický kostel v obci Vlčkovice v Podkrkonoší v okrese Trutnov. Je farním kostelem farnosti Vlčkovice v Podkrkonoší. Je chráněn jako kulturní památka České republiky.

## Historie
Kostel byl postaven v letech 1849–1850 na místě původní barokní kaple Panny Marie z roku 1703. Zásluhu na vybudování kostela měl rychtář Horních Vlčkovic Josef Nimbsche, který na přestavbu původní kaple věnoval 1000 florinů. Před smrtí v roce 1846 odkázal vlastní selskou usedlost č.p. 72 v hodnotě 9000 florinů na postavení kostela. Je postaven ve stylu pozdního klasicismu.

## Architektura
Jednoduchá jednolodní orientovaná venkovská sakrální stavba typická pro polovinu 19. století s věží v průčelí na západní straně, s tříbokým presbytářem. K jeho jižní zdi přiléhá pravoúhlá sakristie, na jejíž západní zeď je přimknut segment točitého schodiště oratoře. Loď je obdélná s předsunutou čtyřhrannou věží navazující na západní strant na osu lodě.
Okna lodi jsou jednořadá, obdélná s půlkruhovým zaklenutím. Ostění je zvýrazněné archivoltou s pilastry. Segment točitého schodiště kůru a věže je přimknut na jižní straně věže. Zdi kostela byly postaveny převážně z bílého pískovce z lomu v Choustníkově Hradišti. Portál je pískovcový, nad portálem je trojúhelná supraporta.

## Interiér
Na hlavním oltáři je obraz patrona kostela sv. Josefa s Ježíškem na ruce z roku 1851 od malíře Lorenze z Kuksu. Postranní oltář, na pravé straně při pohledu od hlavního vchodu, znázorňuje Nejsvětější Trojici, na levé straně sv. Kateřinu Alexandrijskou, oba z roku 1851 od malíře Zieglera. Inventář kostela byl pořízen z církevních fondů.

## Bohoslužby
Pravidelné bohoslužby se konají druhou neděli v měsíci od 16.00 h.